# Marie Wahlgren
Marie Caroline Wahlgren, född 6 mars 1962 i Sankt Johannes församling i Malmö, är en svensk professor och politiker (folkpartist). Hon var ordinarie riksdagsledamot 2002–2006, invald för Skåne läns södra valkrets. Hon är sedan 2009 professor i läkemedelsteknologi vid Lunds universitet.
I riksdagen var hon suppleant i bostadsutskottet, miljö- och jordbruksutskottet och trafikutskottet.